# Бардача (озеро)
Бардача  (серб. Бардача) — комплекс озёр и болот в муниципалитете Србац, расположенных в северной части Республики Сербской, Боснии и Герцеговины. Комплекс включает в себя пруды, затопляемые участки суши, леса, возделываемые земли и населённые пункты.

## Характеристика
Озеро расположено примерно в 30 километрах от Баня-Луки. Длина озера — 5,5 км, ширина — 1,7 км, максимальная глубина — 2,5 м, площадь — 7,32 км². Озера и болота комплекса охраняются и являются памятниками природы — МСОП (Категория III), природного парка Бардача. Высота над уровнем моря составляет около 100 м.
Через район озерного комплекса Бардача протекают три реки: Матура (Матура), Стублая (Стублаја) и Брзая (Брзаја). Эти три реки не судоходны и они служат источником воды в комплексе озёр.
В окрестности озёр расположены крупные города: Градишка — 25 км, Лакташи — 30 км, Баня-Лука — 45 км. В 20 км от комплекса проходит оживленное шоссе, в 30 км — аэропорт Маховляни.

## Озёра
В окрестности комплекса расположено несколько разных по размерам озёр, включая:
| Озёра           | Площадь      |
| --------------- | ------------ |
| Превлака        | около 160 га |
| Луг             | 72 га        |
| Ракитовац       | около 80 га  |
| Сињак           | около 60 га  |
| Нецик           | около 40 га  |
| Мали Дајковац   | около 15 га  |
| Брзајски        | около 10 га  |
| Велики Дајковац | око 20 га    |
| Дуго Поље 1     | 128 га       |
| Дуго Поље 2     | 110 га       |

## Экосистема
В болотистой части озера зарегистрировано 280 видов растений, 178 видов птиц и 26 видов рыб. В районе озёр обитает большое количество птиц. Природные условия озёр обеспечивают им гнездование, зимовку, питание и укрытие от хищников. Среди птиц встречаются: чёрный ибис, железистая утка, иволга, зелёная цапля, чайка, речная крачка и др.